# Aprilia Red Rose
Aprilia Red Rose e Aprilia Classic (che dal 1992 prende questa denominazione) sono due motocicli di fabbricazione italiana, realizzati dalla casa costruttrice Aprilia e commercializzati tra il 1988 ed il 2002.

## Il contesto

### Prima serie: Aprilia Red Rose
Presentata nel novembre del 1987 al salone di Milano l'Aprilia Red Rose (primo modello) aveva 2 cilindrate, 50 e 125 cm³, che variavano oltre che nella motorizzazione, nelle colorazioni. La prima serie era dotata di un motore monocilindrico Rotax con il raffreddamento ad acqua per entrambe le cilindrate. Elemento distintivo rispetto alla seconda serie, era la sospensione posteriore, fornita da una coppia di ammortizzatori posteriori a vista, un avantreno più slanciato verso l'alto, sellone imbottito ed impunturato, strumentazione doppia (contagiri e tachimetro/contachilometri), e manubrio più incurvato verso il conducente. I primi modelli 50 avevano una colorazione molto sobria, in base blu e in rosso con logo raffigurante una rosa molto piccola sul lato del serbatoio; negli anni successivi vennero presentate delle vistose colorazioni bicolore: ad esempio su base nera oppure rossa con goccia bianco/avorio e logo "Red Rose" stilizzato con profili rosso vivo, il 125 avrà anche una vistosa colorazione su base verde acqua metallizzato e grigio metallizzato chiaro; seguono poi altri abbinamenti.

### Seconda serie: Aprilia Classic
La seconda serie venne presentata ad EICMA nel novembre 1991 e immessa sul mercato nel 1992, con una linea più bassa e moderna, con scarico molto basso tipo "tapered stile" (letteralmente a forma conica, tipo quelli Harley Davidson), si caratterizza per l'assenza di sospensioni posteriori a vista: vi era un ammortizzatore singolo sotto la sella, in stile "softail" Harley Davidson, ripreso in precedenza anche dalla Honda VT 600C Shadow, cui somiglia maggiormente per il resto della linea. La sella guadagna un profilo più compatto che segue le linee del telaio, vi è un solo strumento sul manubrio, più dritto (meno ricurvo verso il conducente), con funzione di tachimetro e contachilometri. Altro nuovo elemento era il motore Minarelli AM dotato di cambio a tre rapporti, sostituito da uno a cinque rapporti a partire da alcuni esemplari del 1993. Questa nuova serie denominata Classic, arriva sul mercato con due colorazioni monocromatiche, un grigio metallizzato chiaro e un blu metallizzato con un marchio "Classic" sul serbatoio.
Nel 1993 viene introdotta una nuova colorazione viola scuro e nero metallizzato, con logo "Classic" sul serbatoio ristilizzato ma sempre minimalista. Nel 1994 vengono reintrodotte le colorazioni bicolore, una su base blu metallizzato con fregi e goccia sul serbatoio rosso fragola e una su base nero con fregi e goccia blu metallizzato e logo Classic più vistoso, seguite anche in questo caso da varie altre combinazioni. I primi modelli di cilindrata 50 cm³, montavano ruote in lega di alluminio a raggi,i successivi (dal 1989) la ruota posteriore lenticolare, e una ruota a 36 raggi all'anteriore in acciaio inossidabile tipo "Borrani" munita di freno a disco Grimeca. i modelli 125 (dal 1989) hanno sempre mantenuto la ruote posteriore a raggi.
Nel 1992 furono commercializzati l'Aprilia Classic 50 e 125 cm³, le versioni "restyling" dell'Aprilia Red Rose 50 e 125 cm³. L'Aprilia Classic 50 monta il motore Minarelli AM3/5 (a differenza del Red Rose 50 che monta il motore Minarelli RV 3/4 rotax equipaggiato con raffreddamento a liquido e  miscelatore automatico Dell'Orto), mentre il  Red Rose 125 monta il Rotax 123, la Classic 125 monta il motore Rotax 122. Dato che all'epoca non era possibile trasportare passeggeri su motocicli di cilindrata 50 cm³, il sellino posteriore della Red Rose e del Classic era sostituito da una pratica borsetta in pelle delle stesse dimensioni del sellino. Tuttavia un'imbottitura asportabile presente all'interno della predetta borsetta ne permetteva altresì un utilizzo come sellino posteriore.
Unica importante novità sarà la presentazione del modello Classic 125, che in parte si rifarà all'estetica del 50, ma che porterà diverse novità, tra cui un finto serbatoio con tappo del carburante ispirato a quelli aeronautici e alle moto da strada, e strumentazione integrata nello stesso. Il vero serbatoio carburante sarà posizionato tra gli altri componenti nella ciclistica, e novità assoluta per la tipologia di moto viene ricavato un vano sottosella in grado di contenere un casco jet. Era un modo di avvicinarsi ai comodissimi scooter, in piena diffusione in quel periodo, che offrivano la versatilità dei vari vani portaoggetti. La colorazione di uscita era una su base grigio metallizzato e nero, seguirono sempre una su base grigio chiaro con parti verniciate in giallo ocra, colori che distingueranno alcuni concept e modelli di serie della seconda metà anni '90 del marchio Aprilia, in seguito arrivarono una colorazione rosso rame (o ruggine) bicolore chiaro, e blu bicolore giallo.

## Caratteristiche tecniche
| Caratteristiche tecniche - Aprilia Red Rose 50                                          | Caratteristiche tecniche - Aprilia Red Rose 50                                          | Caratteristiche tecniche - Aprilia Red Rose 50                                          | Caratteristiche tecniche - Aprilia Red Rose 50                                                                                              | Caratteristiche tecniche - Aprilia Red Rose 50                                                                                              | Caratteristiche tecniche - Aprilia Red Rose 50                                                                                              |
| Dimensioni e pesi                                                                       | Dimensioni e pesi                                                                       | Dimensioni e pesi                                                                       | Dimensioni e pesi | Dimensioni e pesi | Dimensioni e pesi |
| --------------------------------------------------------------------------------------- | --------------------------------------------------------------------------------------- | --------------------------------------------------------------------------------------- | --- | --- | --- |
| Ingombri (lungh.×largh.×alt.)                                                           | 2065 × 775 × 1210 mm                                                                    | 2065 × 775 × 1210 mm                                                                    | 2065 × 775 × 1210 mm | 2065 × 775 × 1210 mm | 2065 × 775 × 1210 mm |
| Altezze                                                                                 | Sella: 770 mm - Pedane: 300 mm                                                          | Sella: 770 mm - Pedane: 300 mm                                                          | Sella: 770 mm - Pedane: 300 mm | Sella: 770 mm - Pedane: 300 mm | Sella: 770 mm - Pedane: 300 mm |
| Interasse: 1390 mm                                                                      | Interasse: 1390 mm                                                                      | Massa a vuoto: 85 kg                                                                    | Massa a vuoto: 85 kg | Serbatoio: 10 l (di cui 2,5 l di riserva)                                                                                                   | Serbatoio: 10 l (di cui 2,5 l di riserva)                                                                                                   |
| Meccanica                                                                               |                                                                                         |                                                                                         | | | |
| Tipo motore: Monocilindrico a due tempi Minarelli RV3 AP / RV4 con miscelatore separato | Tipo motore: Monocilindrico a due tempi Minarelli RV3 AP / RV4 con miscelatore separato | Tipo motore: Monocilindrico a due tempi Minarelli RV3 AP / RV4 con miscelatore separato | Tipo motore: Monocilindrico a due tempi Minarelli RV3 AP / RV4 con miscelatore separato                                                     | Raffreddamento: a liquido | Raffreddamento: a liquido |
| Cilindrata                                                                              | 49,6 cm³ (Alesaggio 38,8 × Corsa 42 mm)                                                 | 49,6 cm³ (Alesaggio 38,8 × Corsa 42 mm)                                                 | 49,6 cm³ (Alesaggio 38,8 × Corsa 42 mm) | 49,6 cm³ (Alesaggio 38,8 × Corsa 42 mm) | 49,6 cm³ (Alesaggio 38,8 × Corsa 42 mm) |
| Distribuzione: valvola lamellare                                                        | Distribuzione: valvola lamellare                                                        | Distribuzione: valvola lamellare                                                        | Alimentazione: carburatore Dell'Orto SHA 14/12M                                                                                             | Alimentazione: carburatore Dell'Orto SHA 14/12M                                                                                             | Alimentazione: carburatore Dell'Orto SHA 14/12M                                                                                             |
| Potenza: 1,8 Kw a 5200g/min                                                             | Potenza: 1,8 Kw a 5200g/min                                                             | Coppia: 5Nm                                                                             | Coppia: 5Nm | Rapporto di compressione: 10,7:1 | Rapporto di compressione: 10,7:1 |
| Frizione: a quattro dischi in bagno d'olio                                              | Frizione: a quattro dischi in bagno d'olio                                              | Frizione: a quattro dischi in bagno d'olio                                              | Cambio: a 3 marce 1° 10/33 (3,30) 2° 17/32 (1,68) 3° 21/28 (1,15) a 4 marce 1° 10/33 (3,30) 2° 15/31 (2,07) 3° 18/26 (1,44) 4° 20/23 (1,15) | Cambio: a 3 marce 1° 10/33 (3,30) 2° 17/32 (1,68) 3° 21/28 (1,15) a 4 marce 1° 10/33 (3,30) 2° 15/31 (2,07) 3° 18/26 (1,44) 4° 20/23 (1,15) | Cambio: a 3 marce 1° 10/33 (3,30) 2° 17/32 (1,68) 3° 21/28 (1,15) a 4 marce 1° 10/33 (3,30) 2° 15/31 (2,07) 3° 18/26 (1,44) 4° 20/23 (1,15) |
| Accensione                                                                              | elettronica CDI ad anticipo fisso 22° (1,7➗1,9 mm)                                     | elettronica CDI ad anticipo fisso 22° (1,7➗1,9 mm)                                     | elettronica CDI ad anticipo fisso 22° (1,7➗1,9 mm)                                                                                         | elettronica CDI ad anticipo fisso 22° (1,7➗1,9 mm)                                                                                         | elettronica CDI ad anticipo fisso 22° (1,7➗1,9 mm)                                                                                         |
| Trasmissione                                                                            | primaria ad ingranaggi elicoidali 16/61 (3,812:1) catena 11/42 (3,818:1)                | primaria ad ingranaggi elicoidali 16/61 (3,812:1) catena 11/42 (3,818:1)                | primaria ad ingranaggi elicoidali 16/61 (3,812:1) catena 11/42 (3,818:1)                                                                    | primaria ad ingranaggi elicoidali 16/61 (3,812:1) catena 11/42 (3,818:1)                                                                    | primaria ad ingranaggi elicoidali 16/61 (3,812:1) catena 11/42 (3,818:1)                                                                    |
| Avviamento                                                                              | elettrico/ Kick Start                                                                   | elettrico/ Kick Start                                                                   | elettrico/ Kick Start | elettrico/ Kick Start | elettrico/ Kick Start |
| Ciclistica                                                                              |                                                                                         |                                                                                         | | | |
| Telaio                                                                                  | a culla doppio tubo                                                                     | a culla doppio tubo                                                                     | a culla doppio tubo | a culla doppio tubo | a culla doppio tubo |
| Sospensioni                                                                             | Anteriore: forcella telescopica da 32mm / Posteriore: ammortizzatore idraulico          | Anteriore: forcella telescopica da 32mm / Posteriore: ammortizzatore idraulico          | Anteriore: forcella telescopica da 32mm / Posteriore: ammortizzatore idraulico                                                              | Anteriore: forcella telescopica da 32mm / Posteriore: ammortizzatore idraulico                                                              | Anteriore: forcella telescopica da 32mm / Posteriore: ammortizzatore idraulico                                                              |
| Freni                                                                                   | Anteriore: a disco da 230 mm / Posteriore: a tamburo da 118 mm                          | Anteriore: a disco da 230 mm / Posteriore: a tamburo da 118 mm                          | Anteriore: a disco da 230 mm / Posteriore: a tamburo da 118 mm                                                                              | Anteriore: a disco da 230 mm / Posteriore: a tamburo da 118 mm                                                                              | Anteriore: a disco da 230 mm / Posteriore: a tamburo da 118 mm                                                                              |
| Pneumatici                                                                              | anteriore 1.75x18 canale cerchio 1,6"; posteriore 120/90x16, canale cerchio 3"          | anteriore 1.75x18 canale cerchio 1,6"; posteriore 120/90x16, canale cerchio 3"          | anteriore 1.75x18 canale cerchio 1,6"; posteriore 120/90x16, canale cerchio 3"                                                              | anteriore 1.75x18 canale cerchio 1,6"; posteriore 120/90x16, canale cerchio 3"                                                              | anteriore 1.75x18 canale cerchio 1,6"; posteriore 120/90x16, canale cerchio 3"                                                              |
| Prestazioni dichiarate                                                                  |                                                                                         |                                                                                         | | | |
| Consumo                                                                                 | 40 km/l                                                                                 | 40 km/l                                                                                 | 40 km/l | 40 km/l | 40 km/l |
| Fonte dei dati: Libretto uso e manutenzione Aprilia Red Rose 50 8201408                 |                                                                                         |                                                                                         | | | |

| Caratteristiche tecniche - Aprilia Red Rose 50 1992                            | Caratteristiche tecniche - Aprilia Red Rose 50 1992                            | Caratteristiche tecniche - Aprilia Red Rose 50 1992                            | Caratteristiche tecniche - Aprilia Red Rose 50 1992                            | Caratteristiche tecniche - Aprilia Red Rose 50 1992                            | Caratteristiche tecniche - Aprilia Red Rose 50 1992                            |
| Dimensioni e pesi                                                              | Dimensioni e pesi                                                              | Dimensioni e pesi                                                              | Dimensioni e pesi                                                              | Dimensioni e pesi                                                              | Dimensioni e pesi                                                              |
| ------------------------------------------------------------------------------ | ------------------------------------------------------------------------------ | ------------------------------------------------------------------------------ | ------------------------------------------------------------------------------ | ------------------------------------------------------------------------------ | ------------------------------------------------------------------------------ |
| Ingombri (lungh.×largh.×alt.)                                                  | 2162 × 700 × 1130 mm                                                           | 2162 × 700 × 1130 mm                                                           | 2162 × 700 × 1130 mm                                                           | 2162 × 700 × 1130 mm                                                           | 2162 × 700 × 1130 mm                                                           |
| Altezze                                                                        | Sella: 720 mm - Pedane: 295 mm                                                 | Sella: 720 mm - Pedane: 295 mm                                                 | Sella: 720 mm - Pedane: 295 mm                                                 | Sella: 720 mm - Pedane: 295 mm                                                 | Sella: 720 mm - Pedane: 295 mm                                                 |
| Interasse: 1462 mm                                                             | Interasse: 1462 mm                                                             | Massa a vuoto:                                                                 | Massa a vuoto:                                                                 | Serbatoio: 12 l (di cui 3 l di riserva)                                        | Serbatoio: 12 l (di cui 3 l di riserva)                                        |
| Meccanica                                                                      |                                                                                |                                                                                |                                                                                |                                                                                |                                                                                |
| Tipo motore: Monocilindrico a due tempi Minarelli AM3 con miscelatore separato | Tipo motore: Monocilindrico a due tempi Minarelli AM3 con miscelatore separato | Tipo motore: Monocilindrico a due tempi Minarelli AM3 con miscelatore separato | Tipo motore: Monocilindrico a due tempi Minarelli AM3 con miscelatore separato | Raffreddamento: a liquido                                                      | Raffreddamento: a liquido                                                      |
| Cilindrata                                                                     | 49,7 cm³ (Alesaggio 40,3 × Corsa 39 mm)                                        | 49,7 cm³ (Alesaggio 40,3 × Corsa 39 mm)                                        | 49,7 cm³ (Alesaggio 40,3 × Corsa 39 mm)                                        | 49,7 cm³ (Alesaggio 40,3 × Corsa 39 mm)                                        | 49,7 cm³ (Alesaggio 40,3 × Corsa 39 mm)                                        |
| Distribuzione: valvola lamellare                                               | Distribuzione: valvola lamellare                                               | Distribuzione: valvola lamellare                                               | Alimentazione: carburatore Dell'Orto SHA 14/12                                 | Alimentazione: carburatore Dell'Orto SHA 14/12                                 | Alimentazione: carburatore Dell'Orto SHA 14/12                                 |
| Potenza:                                                                       | Potenza:                                                                       | Coppia:                                                                        | Coppia:                                                                        | Rapporto di compressione: 12:1                                                 | Rapporto di compressione: 12:1                                                 |
| Frizione: a quattro dischi in bagno d'olio                                     | Frizione: a quattro dischi in bagno d'olio                                     | Frizione: a quattro dischi in bagno d'olio                                     | Cambio: a 3 marce 1° 11/37 (3,36) 2° 17/32 (1,88) 3° 21/28 (1,33)              | Cambio: a 3 marce 1° 11/37 (3,36) 2° 17/32 (1,88) 3° 21/28 (1,33)              | Cambio: a 3 marce 1° 11/37 (3,36) 2° 17/32 (1,88) 3° 21/28 (1,33)              |
| Accensione                                                                     | elettronica CDI ad anticipo fisso 21° (1,6 mm)                                 | elettronica CDI ad anticipo fisso 21° (1,6 mm)                                 | elettronica CDI ad anticipo fisso 21° (1,6 mm)                                 | elettronica CDI ad anticipo fisso 21° (1,6 mm)                                 | elettronica CDI ad anticipo fisso 21° (1,6 mm)                                 |
| Trasmissione                                                                   | primaria ad ingranaggi elicoidali 20/71 (3,55:1) catena 14/46 (3,3:1)          | primaria ad ingranaggi elicoidali 20/71 (3,55:1) catena 14/46 (3,3:1)          | primaria ad ingranaggi elicoidali 20/71 (3,55:1) catena 14/46 (3,3:1)          | primaria ad ingranaggi elicoidali 20/71 (3,55:1) catena 14/46 (3,3:1)          | primaria ad ingranaggi elicoidali 20/71 (3,55:1) catena 14/46 (3,3:1)          |
| Avviamento                                                                     | elettrico/ Kick Start                                                          | elettrico/ Kick Start                                                          | elettrico/ Kick Start                                                          | elettrico/ Kick Start                                                          | elettrico/ Kick Start                                                          |
| Ciclistica                                                                     |                                                                                |                                                                                |                                                                                |                                                                                |                                                                                |
| Telaio                                                                         | a doppia culla in acciaio                                                      | a doppia culla in acciaio                                                      | a doppia culla in acciaio                                                      | a doppia culla in acciaio                                                      | a doppia culla in acciaio                                                      |
| Sospensioni                                                                    | Anteriore: forcella telescopica da 32mm / Posteriore: ammortizzatore idraulico | Anteriore: forcella telescopica da 32mm / Posteriore: ammortizzatore idraulico | Anteriore: forcella telescopica da 32mm / Posteriore: ammortizzatore idraulico | Anteriore: forcella telescopica da 32mm / Posteriore: ammortizzatore idraulico | Anteriore: forcella telescopica da 32mm / Posteriore: ammortizzatore idraulico |
| Freni                                                                          | Anteriore: a disco da 230 mm / Posteriore: a tamburo da 118 mm                 | Anteriore: a disco da 230 mm / Posteriore: a tamburo da 118 mm                 | Anteriore: a disco da 230 mm / Posteriore: a tamburo da 118 mm                 | Anteriore: a disco da 230 mm / Posteriore: a tamburo da 118 mm                 | Anteriore: a disco da 230 mm / Posteriore: a tamburo da 118 mm                 |
| Pneumatici                                                                     | anteriore 2.75x18 canale cerchio 1,6"; posteriore 120/90x16, canale cerchio 3" | anteriore 2.75x18 canale cerchio 1,6"; posteriore 120/90x16, canale cerchio 3" | anteriore 2.75x18 canale cerchio 1,6"; posteriore 120/90x16, canale cerchio 3" | anteriore 2.75x18 canale cerchio 1,6"; posteriore 120/90x16, canale cerchio 3" | anteriore 2.75x18 canale cerchio 1,6"; posteriore 120/90x16, canale cerchio 3" |
| Fonte dei dati: Libretto uso e manutenzione Aprilia Red Rose 50 1992 8201470   |                                                                                |                                                                                |                                                                                |                                                                                |                                                                                |

| Caratteristiche tecniche - Aprilia Classic 50                                                                                        | Caratteristiche tecniche - Aprilia Classic 50                                          | Caratteristiche tecniche - Aprilia Classic 50                                          | Caratteristiche tecniche - Aprilia Classic 50 | Caratteristiche tecniche - Aprilia Classic 50 | Caratteristiche tecniche - Aprilia Classic 50 |
| --- | -------------------------------------------------------------------------------------- | -------------------------------------------------------------------------------------- | --- | --- | --- |
| |                                                                                        |                                                                                        | | | |
| Dimensioni e pesi |                                                                                        |                                                                                        | | | |
| Ingombri (lungh.×largh.×alt.) | 2162 × 700 × 1130 mm                                                                   | 2162 × 700 × 1130 mm                                                                   | 2162 × 700 × 1130 mm | 2162 × 700 × 1130 mm | 2162 × 700 × 1130 mm |
| Altezze | Sella: 720 mm - Pedane: 295 mm                                                         | Sella: 720 mm - Pedane: 295 mm                                                         | Sella: 720 mm - Pedane: 295 mm | Sella: 720 mm - Pedane: 295 mm | Sella: 720 mm - Pedane: 295 mm |
| Interasse: 1462 mm | Interasse: 1462 mm                                                                     | Massa a vuoto: 85 kg                                                                   | Massa a vuoto: 85 kg | Serbatoio: 12 l (di cui 3 l di riserva) | Serbatoio: 12 l (di cui 3 l di riserva) |
| Meccanica |                                                                                        |                                                                                        | | | |
| Tipo motore: Monocilindrico a due tempi Minarelli AM3/AM4/AM5 con miscelatore separato                                               | Tipo motore: Monocilindrico a due tempi Minarelli AM3/AM4/AM5 con miscelatore separato | Tipo motore: Monocilindrico a due tempi Minarelli AM3/AM4/AM5 con miscelatore separato | Tipo motore: Monocilindrico a due tempi Minarelli AM3/AM4/AM5 con miscelatore separato | Raffreddamento: a liquido | Raffreddamento: a liquido |
| Cilindrata | 49,7 cm³ (Alesaggio 40,3 × Corsa 39 mm)                                                | 49,7 cm³ (Alesaggio 40,3 × Corsa 39 mm)                                                | 49,7 cm³ (Alesaggio 40,3 × Corsa 39 mm) | 49,7 cm³ (Alesaggio 40,3 × Corsa 39 mm) | 49,7 cm³ (Alesaggio 40,3 × Corsa 39 mm) |
| Distribuzione: valvola lamellare | Distribuzione: valvola lamellare                                                       | Distribuzione: valvola lamellare                                                       | Alimentazione: carburatore Dell'Orto SHA 14/12M | Alimentazione: carburatore Dell'Orto SHA 14/12M | Alimentazione: carburatore Dell'Orto SHA 14/12M |
| Potenza: | Potenza:                                                                               | Coppia:                                                                                | Coppia: | Rapporto di compressione: 12:1 | Rapporto di compressione: 12:1 |
| Frizione: a quattro dischi in bagno d'olio                                                                                           | Frizione: a quattro dischi in bagno d'olio                                             | Frizione: a quattro dischi in bagno d'olio                                             | Cambio: a 3 marce (fino al 1996) 1° 11/37 (3,36) 2° 17/32 (1,88) 3° 21/28 (1,33) a 4 marce in Germania e Paesi Bassi dal 1997 1° 11/37 (3,36) 2° 16/33 (2,062) 3° 20/29 (1,450) 4° 22/26 (1,182) a 5 marce 1° 12/36 (3,000) 2° 16/33 (2,062) 3° 19/29 (1,526) 4° 22/27 (1,227) 5° 24/25 (1,042) | Cambio: a 3 marce (fino al 1996) 1° 11/37 (3,36) 2° 17/32 (1,88) 3° 21/28 (1,33) a 4 marce in Germania e Paesi Bassi dal 1997 1° 11/37 (3,36) 2° 16/33 (2,062) 3° 20/29 (1,450) 4° 22/26 (1,182) a 5 marce 1° 12/36 (3,000) 2° 16/33 (2,062) 3° 19/29 (1,526) 4° 22/27 (1,227) 5° 24/25 (1,042) | Cambio: a 3 marce (fino al 1996) 1° 11/37 (3,36) 2° 17/32 (1,88) 3° 21/28 (1,33) a 4 marce in Germania e Paesi Bassi dal 1997 1° 11/37 (3,36) 2° 16/33 (2,062) 3° 20/29 (1,450) 4° 22/26 (1,182) a 5 marce 1° 12/36 (3,000) 2° 16/33 (2,062) 3° 19/29 (1,526) 4° 22/27 (1,227) 5° 24/25 (1,042) |
| Accensione | elettronica CDI ad anticipo fisso 21° (1,6 mm)                                         | elettronica CDI ad anticipo fisso 21° (1,6 mm)                                         | elettronica CDI ad anticipo fisso 21° (1,6 mm) | elettronica CDI ad anticipo fisso 21° (1,6 mm) | elettronica CDI ad anticipo fisso 21° (1,6 mm) |
| Trasmissione | primaria ad ingranaggi elicoidali 20/71 (3,55:1) catena 13/46 (3,53:1)                 | primaria ad ingranaggi elicoidali 20/71 (3,55:1) catena 13/46 (3,53:1)                 | primaria ad ingranaggi elicoidali 20/71 (3,55:1) catena 13/46 (3,53:1) | primaria ad ingranaggi elicoidali 20/71 (3,55:1) catena 13/46 (3,53:1) | primaria ad ingranaggi elicoidali 20/71 (3,55:1) catena 13/46 (3,53:1) |
| Avviamento | elettrico                                                                              | elettrico                                                                              | elettrico | elettrico | elettrico |
| Ciclistica |                                                                                        |                                                                                        | | | |
| Telaio | a culla doppio tubo                                                                    | a culla doppio tubo                                                                    | a culla doppio tubo | a culla doppio tubo | a culla doppio tubo |
| Sospensioni | Anteriore: forcella telescopica da 32 mm / Posteriore: ammortizzatore idraulico        | Anteriore: forcella telescopica da 32 mm / Posteriore: ammortizzatore idraulico        | Anteriore: forcella telescopica da 32 mm / Posteriore: ammortizzatore idraulico | Anteriore: forcella telescopica da 32 mm / Posteriore: ammortizzatore idraulico | Anteriore: forcella telescopica da 32 mm / Posteriore: ammortizzatore idraulico |
| Freni | Anteriore: a disco da 230 mm / Posteriore: a tamburo da 118 mm                         | Anteriore: a disco da 230 mm / Posteriore: a tamburo da 118 mm                         | Anteriore: a disco da 230 mm / Posteriore: a tamburo da 118 mm | Anteriore: a disco da 230 mm / Posteriore: a tamburo da 118 mm | Anteriore: a disco da 230 mm / Posteriore: a tamburo da 118 mm |
| Pneumatici | anteriore 2.75x18 canale cerchio 1,6";posteriore 120/90x16, canale cerchio 3"          | anteriore 2.75x18 canale cerchio 1,6";posteriore 120/90x16, canale cerchio 3"          | anteriore 2.75x18 canale cerchio 1,6";posteriore 120/90x16, canale cerchio 3" | anteriore 2.75x18 canale cerchio 1,6";posteriore 120/90x16, canale cerchio 3" | anteriore 2.75x18 canale cerchio 1,6";posteriore 120/90x16, canale cerchio 3" |
| Prestazioni dichiarate |                                                                                        |                                                                                        | | | |
| Consumo | 40 km/l                                                                                | 40 km/l                                                                                | 40 km/l | 40 km/l | 40 km/l |
| Fonte dei dati: Libretto uso e manutenzione Aprilia Classic 50 8201790 & Libretto uso e manutenzione Aprilia Classic 50 1997 8202050 |                                                                                        |                                                                                        | | | |

| Caratteristiche tecniche - Aprilia Red Rose/Classic 125 | Caratteristiche tecniche - Aprilia Red Rose/Classic 125 | Caratteristiche tecniche - Aprilia Red Rose/Classic 125 | Caratteristiche tecniche - Aprilia Red Rose/Classic 125 | Caratteristiche tecniche - Aprilia Red Rose/Classic 125                                            | Caratteristiche tecniche - Aprilia Red Rose/Classic 125                                            |
| --- | --- | --- | --- | -------------------------------------------------------------------------------------------------- | -------------------------------------------------------------------------------------------------- |
| | | | | | |
| Dimensioni e pesi | | | | | |
| Ingombri (lungh.×largh.×alt.) | 2300 × 780 × ? mm | 2300 × 780 × ? mm | 2300 × 780 × ? mm | 2300 × 780 × ? mm                                                                                  | 2300 × 780 × ? mm                                                                                  |
| Altezze | Sella: 720 mm | Sella: 720 mm | Sella: 720 mm | Sella: 720 mm                                                                                      | Sella: 720 mm                                                                                      |
| Interasse: | Interasse: | Massa a vuoto: 145 kg | Massa a vuoto: 145 kg | Serbatoio: 12l (3l riserva) Red Rose; 10l (2l di riserva)Classic                                   | Serbatoio: 12l (3l riserva) Red Rose; 10l (2l di riserva)Classic                                   |
| Meccanica | | | | | |
| Tipo motore: Monocilindrico a due tempi Rotax 123 con miscelatore separato (Red Rose) / Monocilindrico a due tempi Rotax 122 con miscelatore separato (Classic) | Tipo motore: Monocilindrico a due tempi Rotax 123 con miscelatore separato (Red Rose) / Monocilindrico a due tempi Rotax 122 con miscelatore separato (Classic) | Tipo motore: Monocilindrico a due tempi Rotax 123 con miscelatore separato (Red Rose) / Monocilindrico a due tempi Rotax 122 con miscelatore separato (Classic) | Tipo motore: Monocilindrico a due tempi Rotax 123 con miscelatore separato (Red Rose) / Monocilindrico a due tempi Rotax 122 con miscelatore separato (Classic) | Raffreddamento: a liquido                                                                          | Raffreddamento: a liquido                                                                          |
| Cilindrata | 125 cm³ (Alesaggio 54 × Corsa 54,5 mm) | 125 cm³ (Alesaggio 54 × Corsa 54,5 mm) | 125 cm³ (Alesaggio 54 × Corsa 54,5 mm) | 125 cm³ (Alesaggio 54 × Corsa 54,5 mm)                                                             | 125 cm³ (Alesaggio 54 × Corsa 54,5 mm)                                                             |
| Distribuzione: | Distribuzione: | Distribuzione: | Alimentazione: carburatore Dell'Orto phbh26mm (Red Rose)/ carburatore Dell'Orto phbh24mm (Classic)                                                              | Alimentazione: carburatore Dell'Orto phbh26mm (Red Rose)/ carburatore Dell'Orto phbh24mm (Classic) | Alimentazione: carburatore Dell'Orto phbh26mm (Red Rose)/ carburatore Dell'Orto phbh24mm (Classic) |
| Potenza: 11,25 Kw a 5200g/min | Potenza: 11,25 Kw a 5200g/min | Coppia: | Coppia: | Rapporto di compressione: 12:1                                                                     | Rapporto di compressione: 12:1                                                                     |
| Frizione: in bagno d'olio | Frizione: in bagno d'olio | Frizione: in bagno d'olio | Cambio: 6 marce | Cambio: 6 marce                                                                                    | Cambio: 6 marce                                                                                    |
| Trasmissione | catena | catena | catena | catena                                                                                             | catena                                                                                             |
| Avviamento | elettrico/Kick start (Red Rose); elettrico (Classic) | elettrico/Kick start (Red Rose); elettrico (Classic) | elettrico/Kick start (Red Rose); elettrico (Classic) | elettrico/Kick start (Red Rose); elettrico (Classic)                                               | elettrico/Kick start (Red Rose); elettrico (Classic)                                               |
| Ciclistica | | | | | |
| Telaio | a culla a doppio tubo | a culla a doppio tubo | a culla a doppio tubo | a culla a doppio tubo                                                                              | a culla a doppio tubo                                                                              |
| Sospensioni | Anteriore: forcella telescopica / Posteriore: ammortizzatore idraulico                                                                                          | Anteriore: forcella telescopica / Posteriore: ammortizzatore idraulico                                                                                          | Anteriore: forcella telescopica / Posteriore: ammortizzatore idraulico                                                                                          | Anteriore: forcella telescopica / Posteriore: ammortizzatore idraulico                             | Anteriore: forcella telescopica / Posteriore: ammortizzatore idraulico                             |
| Freni | Anteriore: a disco / Posteriore: a tamburo | Anteriore: a disco / Posteriore: a tamburo | Anteriore: a disco / Posteriore: a tamburo | Anteriore: a disco / Posteriore: a tamburo                                                         | Anteriore: a disco / Posteriore: a tamburo                                                         |
| Pneumatici | Dunlop K82: ant. 2.75x19 , post. 4.50x16 | Dunlop K82: ant. 2.75x19 , post. 4.50x16 | Dunlop K82: ant. 2.75x19 , post. 4.50x16 | Dunlop K82: ant. 2.75x19 , post. 4.50x16                                                           | Dunlop K82: ant. 2.75x19 , post. 4.50x16                                                           |
| Prestazioni dichiarate | | | | | |
| Velocità massima | (di quinta marcia) 155 km/h | (di quinta marcia) 155 km/h | (di quinta marcia) 155 km/h | (di quinta marcia) 155 km/h                                                                        | (di quinta marcia) 155 km/h                                                                        |
| Consumo | 30 km/l | 30 km/l | 30 km/l | 30 km/l                                                                                            | 30 km/l                                                                                            |
| Fonte dei dati: scheda tecnica http://www.moto.it/listino/aprilia/classic-125/index.html?model=1                                                                | | | | | |